# 5 Broken Cameras
5 Broken Cameras (àrab: خمس كاميرات محطمة, Ḫams Kāmīrāt Muḥaṭṭama; hebreu: חמש מצלמות שבורות, Hamesh Matslemot Shvurot‎) és un llargmetratge documental codirigit pel palestí Emad Burnat i l'israelià Guy Davidi, el 2011. Fou coproduït per Palestina, Israel i França, va guanyar l'Oscar al Millor llargmetratge documental el 2012 i va ser guardonat amb el premi al Millor director en documental internacional al Festival de Cinema de Sundance i el «Golden Apricot» al Festival Internacional de Cinema d'Erevan d'Armènia a la Millor Pel·lícula Documental, el mateix any, i el Premi Emmy el 2013, al millor documental. El documental segueix durant uns anys la lluita i protestes pacífiques dels habitants de Bil'in, un poble de Cisjordània que va perdent terres de cultiu per culpa de la construcció del mur de separació amb Israel i de l'avanç dels assentaments de colons israelians a les proximitats del poble.

## Argument
Quan neix el quart fill de Emad Burnat el 2004, els seus amics li regalen una càmera. Burnat pensa filmar la vida dels seus fills i de la seva família, però els seus enregistraments desborden l'entorn familiar, ja que el naixement coincideix amb un esdeveniment clau a la vida del poble on viuen, Bil'in: comencen manifestacions dels camperols contra la construcció d'una tanca de separació entre el proper assentament israelià de Modiín Il·lit i el poble palestí, tallant-los l'accés als seus camps de cultiu, sobretot a les oliveres. Burnat va filmar les protestes des del primer dia i durant set anys, i amb ajuda del realitzador israelià Guy Davidi el material gravat es va convertir en un documental de 90 minuts on la vida d'un nen palestí i la seva família es fon amb la resistència d'un poble palestí. Van ser necessàries cinc càmeres, ja que van ser destrossades una després l'altra en els altercats amb l'exèrcit israelià.

## Producció
Col·laboració entre Emad Burnat i Guy Davidi
Emad Burnat és un camperol però no un professional de la imatge. A diferència dels reporters i activistes israelians i internacionals que cada divendres acudiren a Bil'in, filmà també el que passava els altres dies de la setmana o a la nit. Va conèixer a Guy Davidi, un realitzador israelià de documentals crítics amb la política del seu país, a les primeres mobilitzacions a Bil'in i li va demanar ajuda el 2009 per realitzar el documental; però davant l'abundància de reportatges ja existents sobre la lluita dels camperols de Bil'in, Davidi li va recomanar que donés una dimensió més personal al tema i que centrés el film en la seva pròpia percepció dels fets. Burnat ja tenia entre 700 i 800 hores d'enregistrament, i Davidi va començar amb ell l'escriptura del guió i a muntar la pel·lícula. L'última i major etapa de muntatge es va fer a París, durant un mes, amb la muntadora francesa Véronique Lagoarde-Ségot.